# スズキ・ビターラ
ビターラ（VITARA ）は、スズキが製造・販売しているSUVである。「ビターラ」の呼称は英語の「vitality」（活力）に由来する。
日本国内向けには一貫して「エスクード」の車名で販売されているが、本項目では主に日本国外向けに「ビターラ」の車名で欧州を中心に発売されているモデルについて記す。

## 第1世代（1988年-1998年）
1988年7月に日本市場を含む世界各地にて販売開始。発売当初のボディタイプは3ドアハードトップと3ドア（2ドア）コンバーチブルの2種類を用意し、パワートレインには81 PS (60 kW; 80 hp)の出力を持つ1.6L直列4気筒ガソリンエンジン・G16Aを搭載した。
1991年にはホイールベースを延長した5ドアモデルを追加（日本向けには「エスクード ノマド」のサブネームが与えられたが、ビターラには特にサブネームは付されなかった）。
1995年にはパワートレインに2.0LV型6気筒ガソリンエンジン・H20Aと、マツダから供給された2.0L直列4気筒ディーゼルターボエンジン・RFを追加。ボディもフロントグリルとバンパーを拡大し、オーバーフェンダーを追加して存在感を増した。

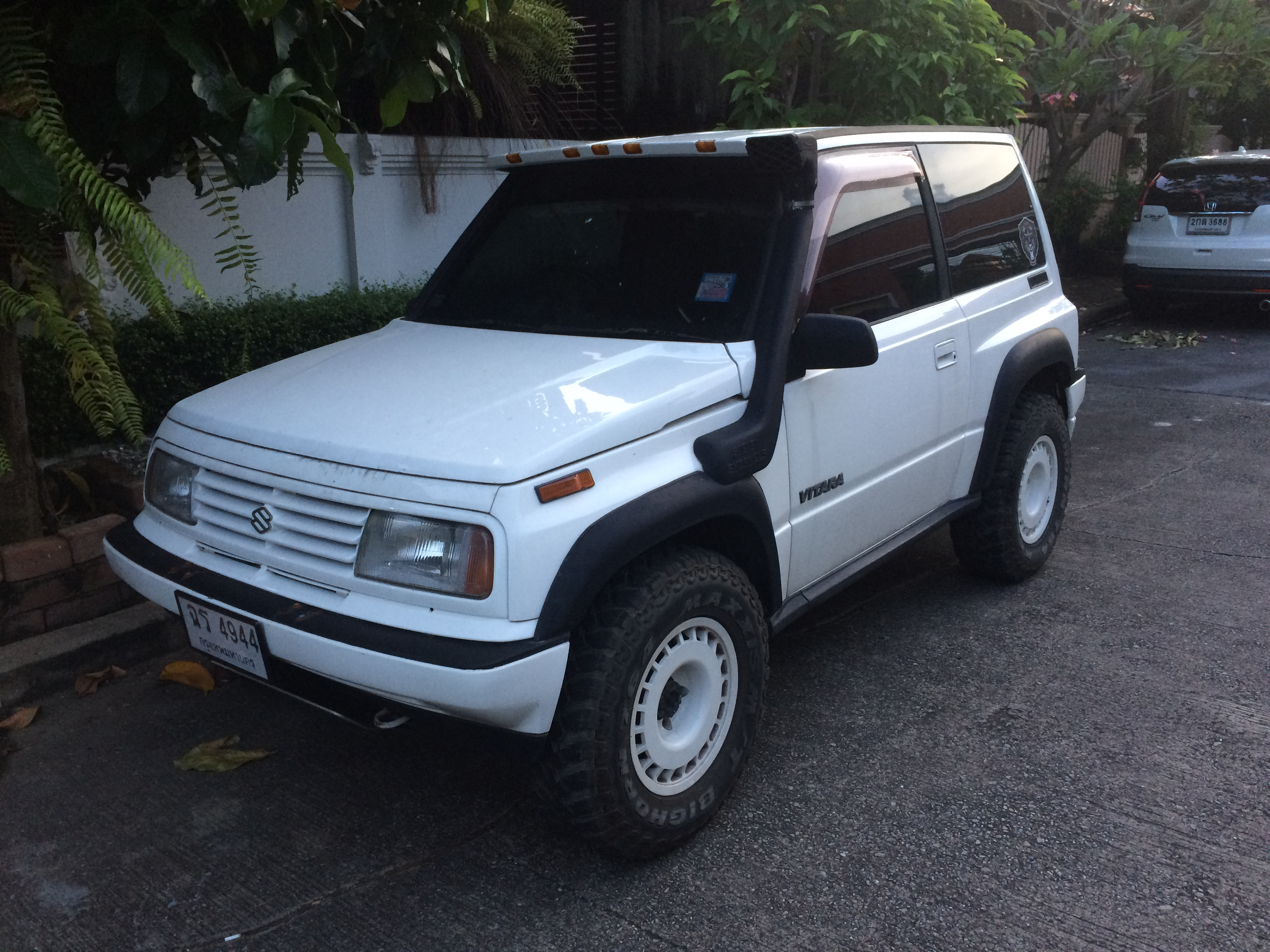
3ドア JLX（フロント）
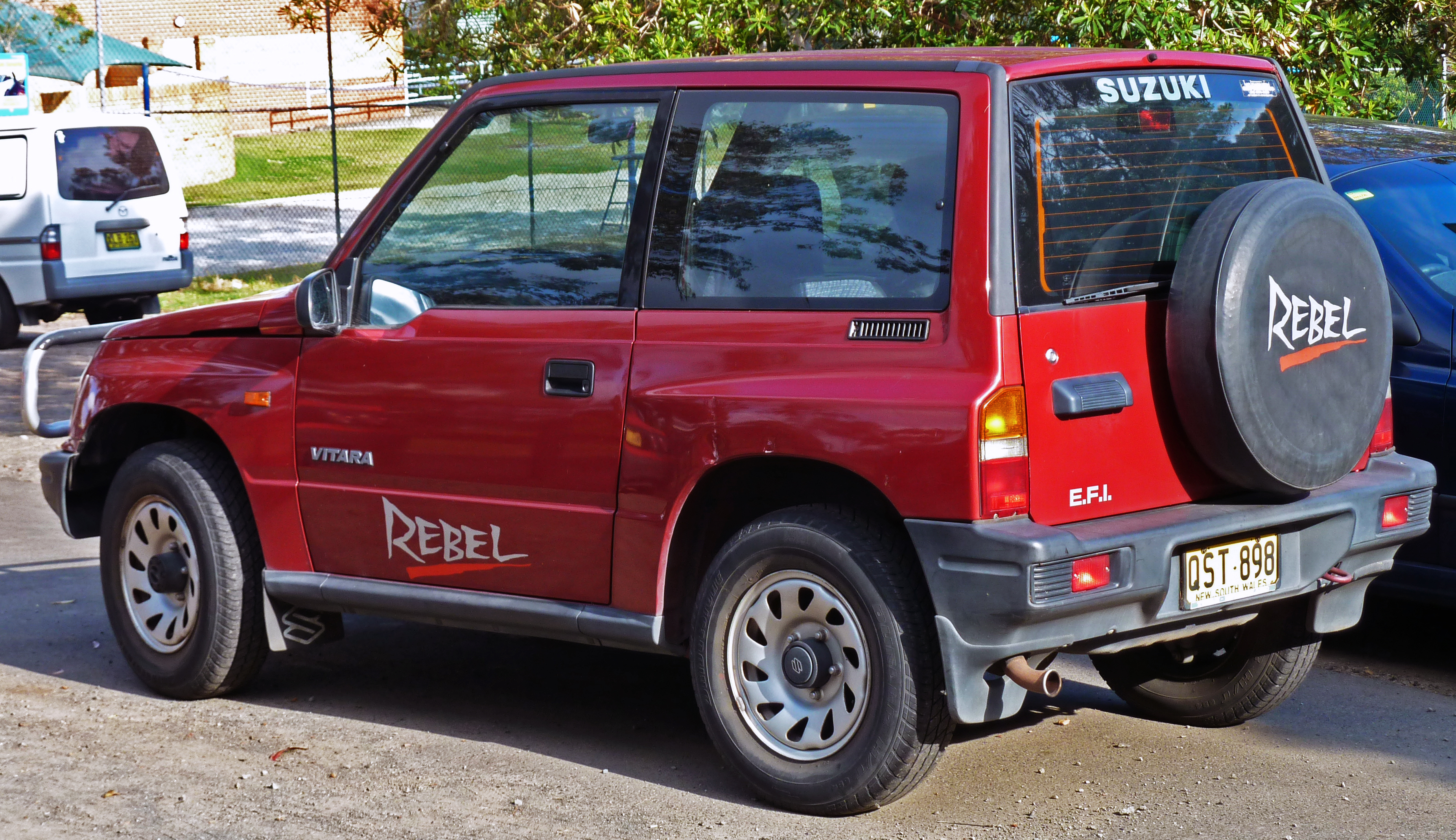
3ドア Rebel ハードトップ
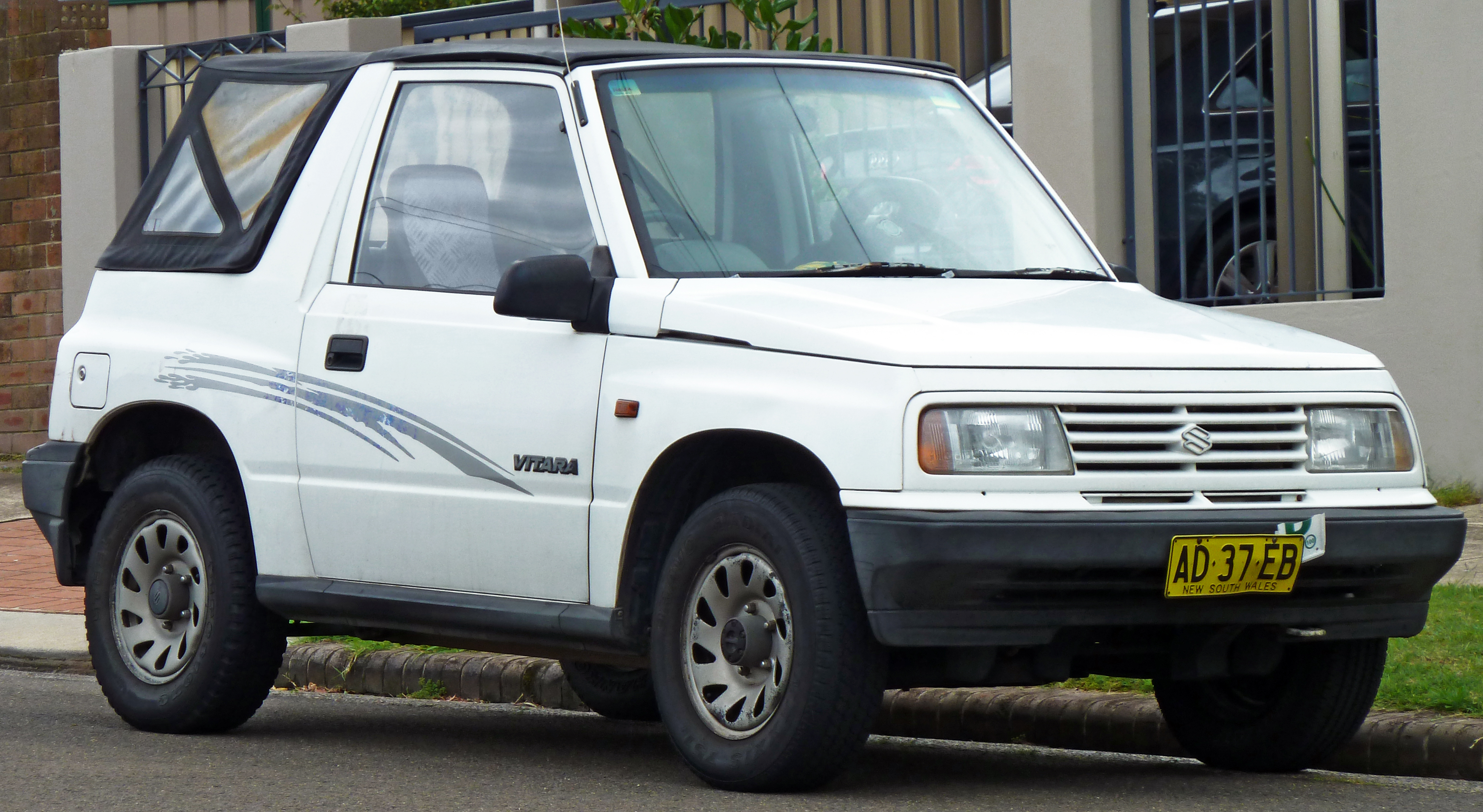
3ドア JX ソフトトップ（フロント）
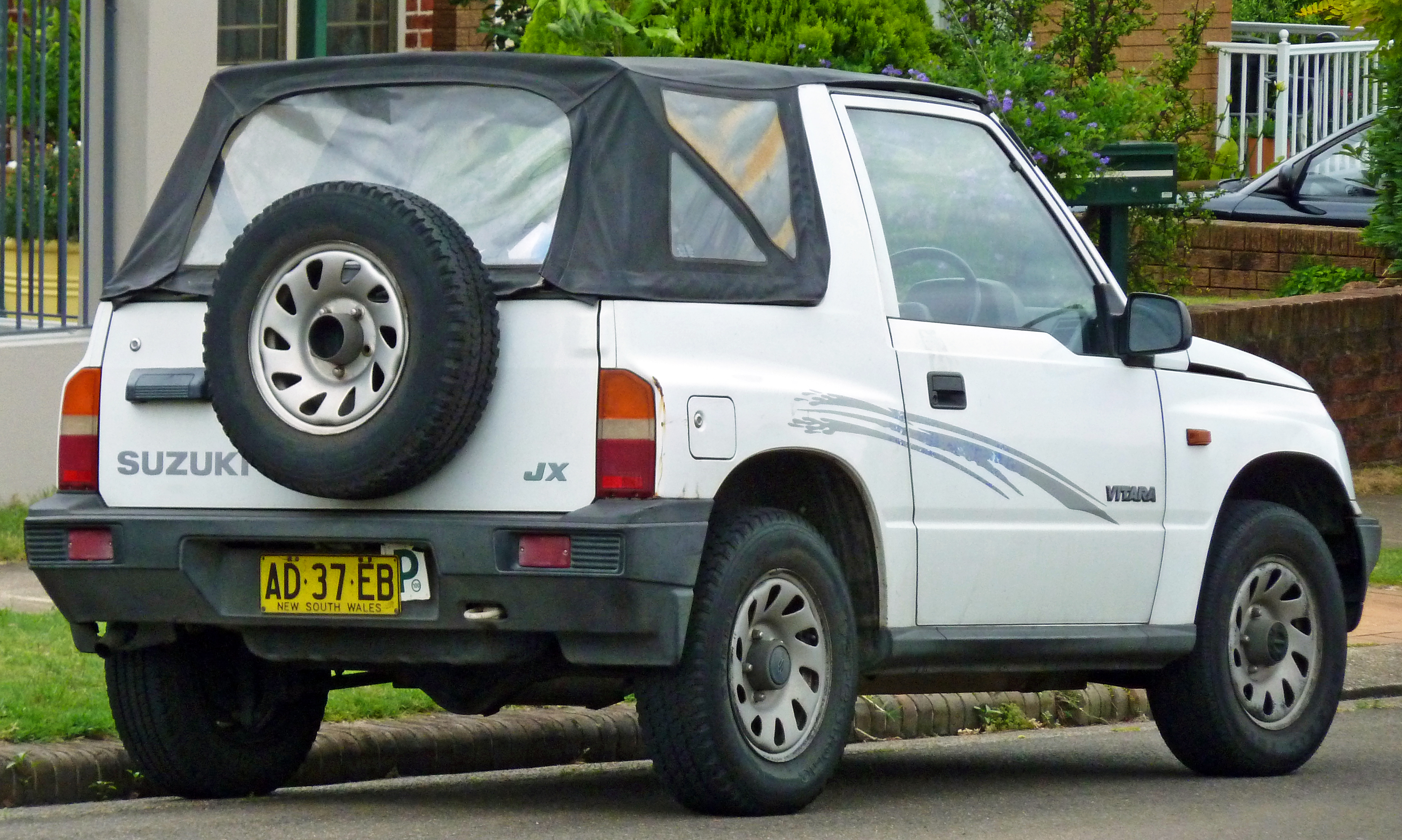
3ドア JX ソフトトップ（リア）
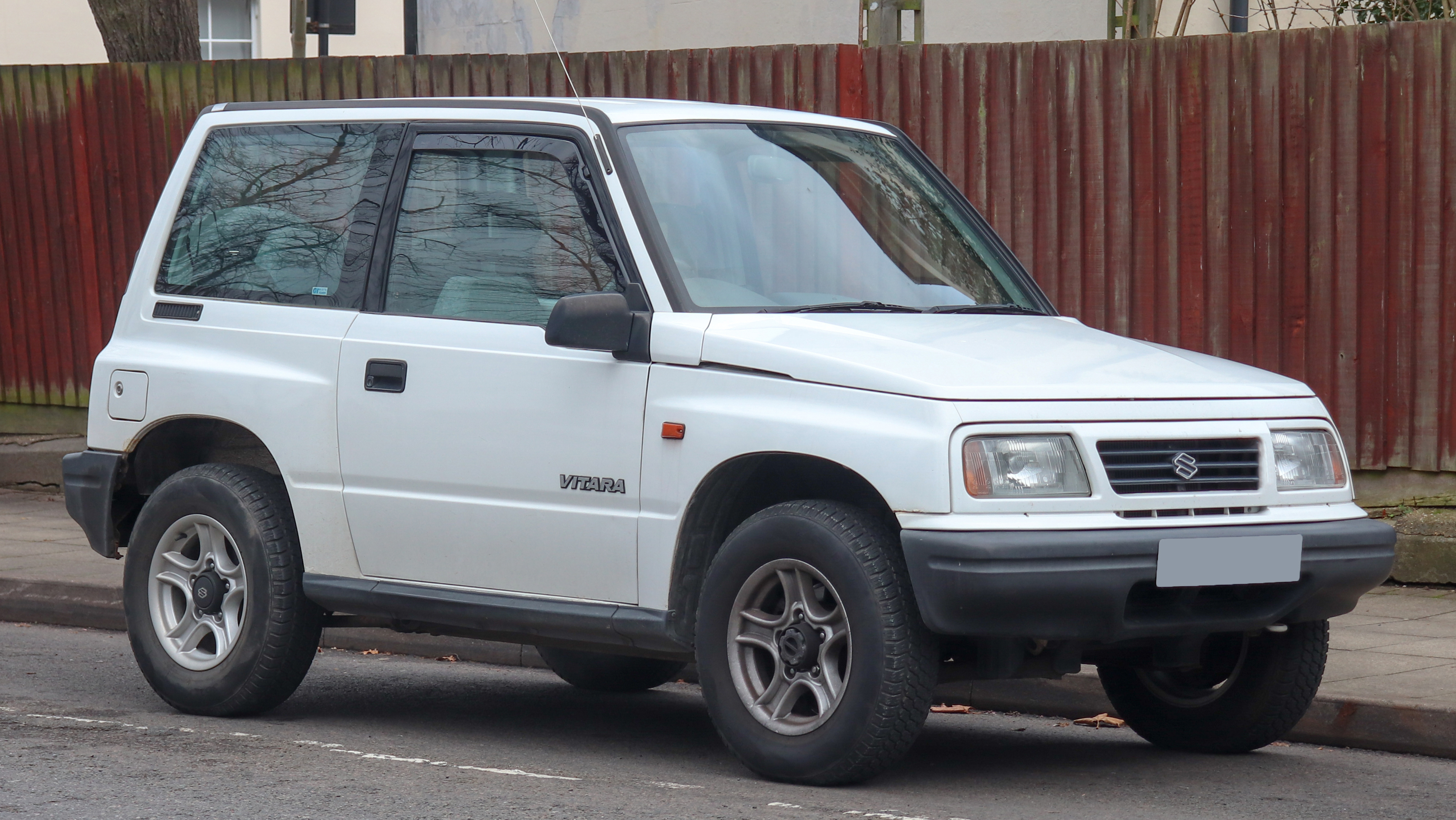
3ドア JX H 1.6（フロント）
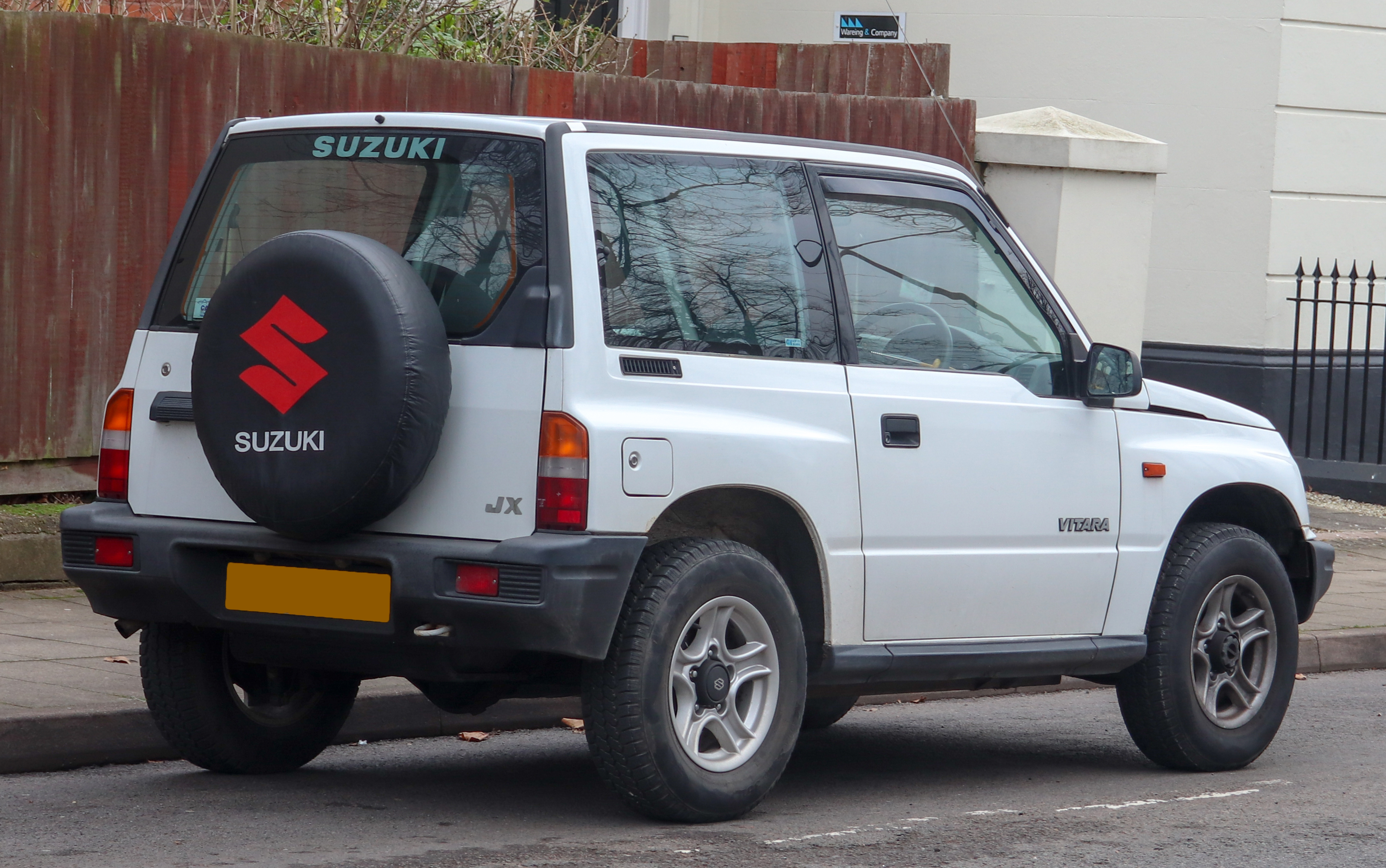
3ドア JX H 1.6（リア）
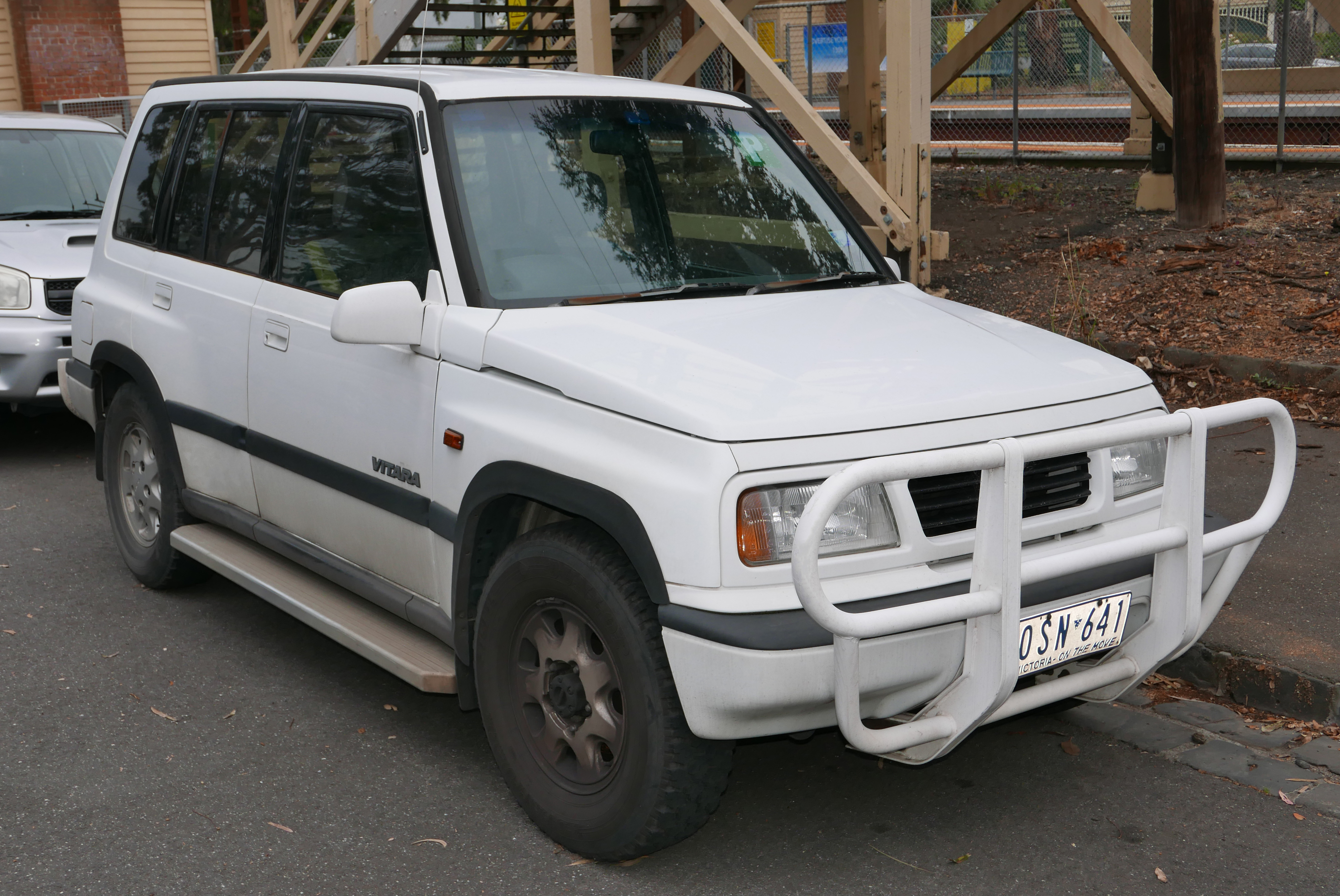
JLX スポーツワゴン（フロント）
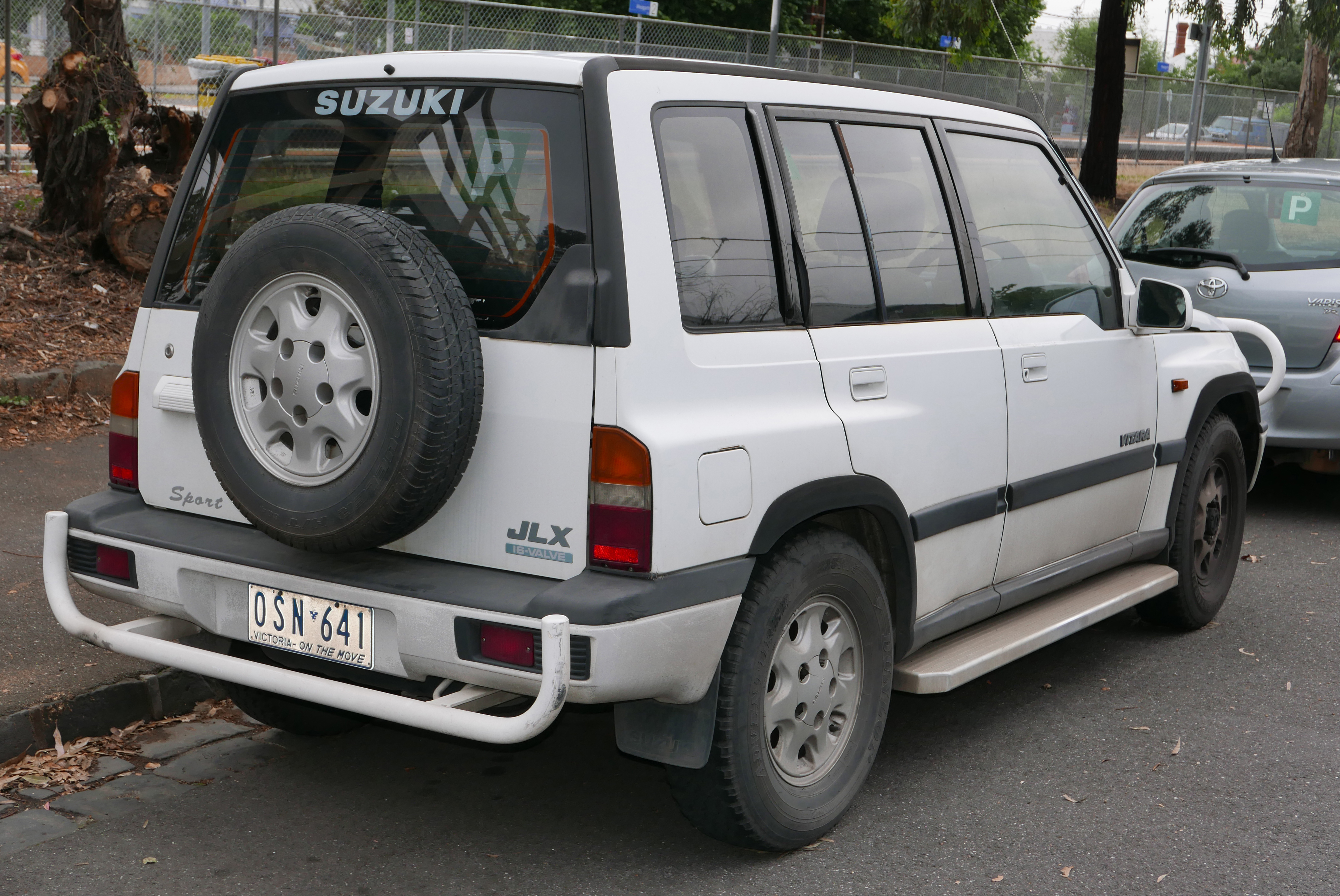
JLX スポーツワゴン（リア）
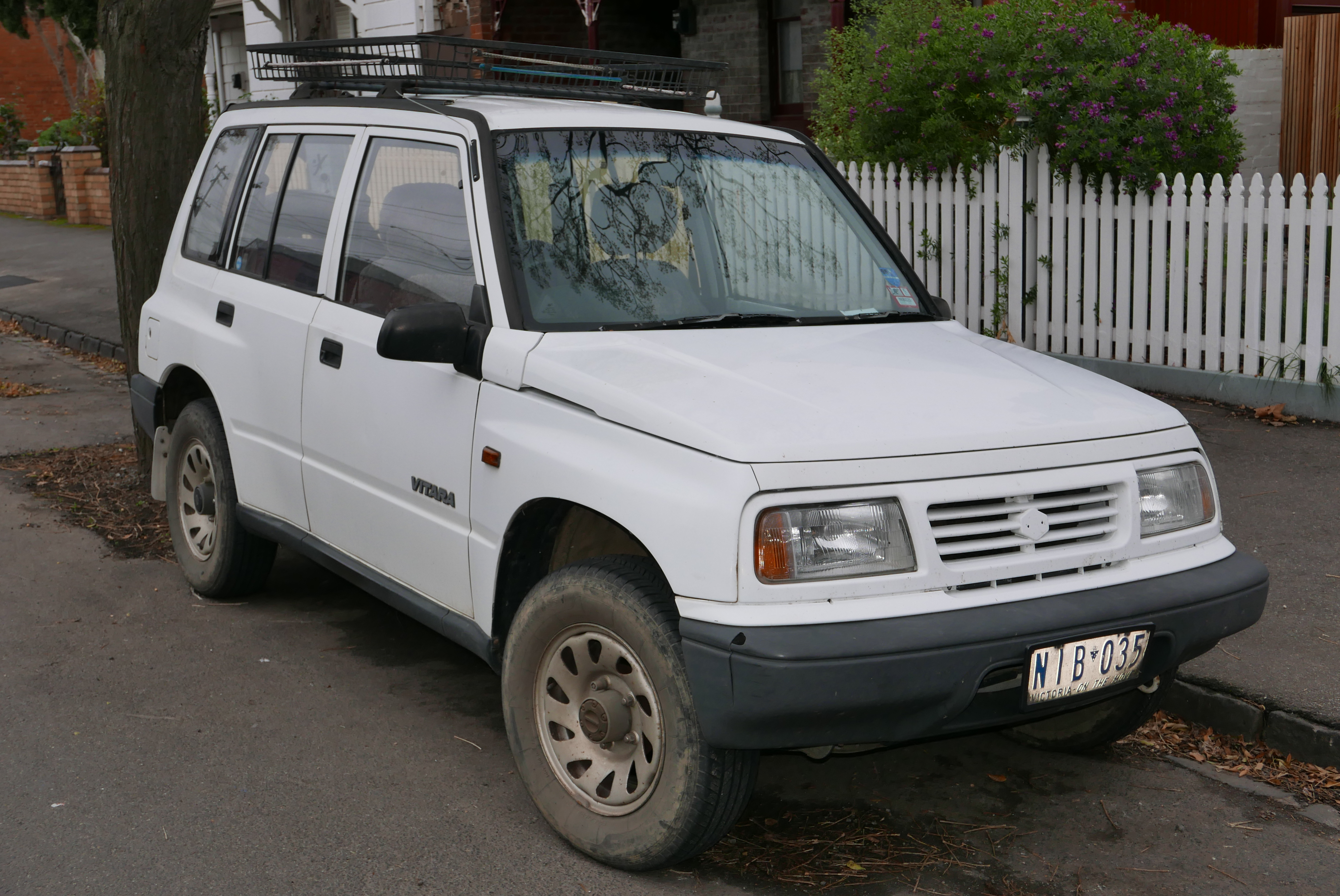
JX ワゴン（フロント）
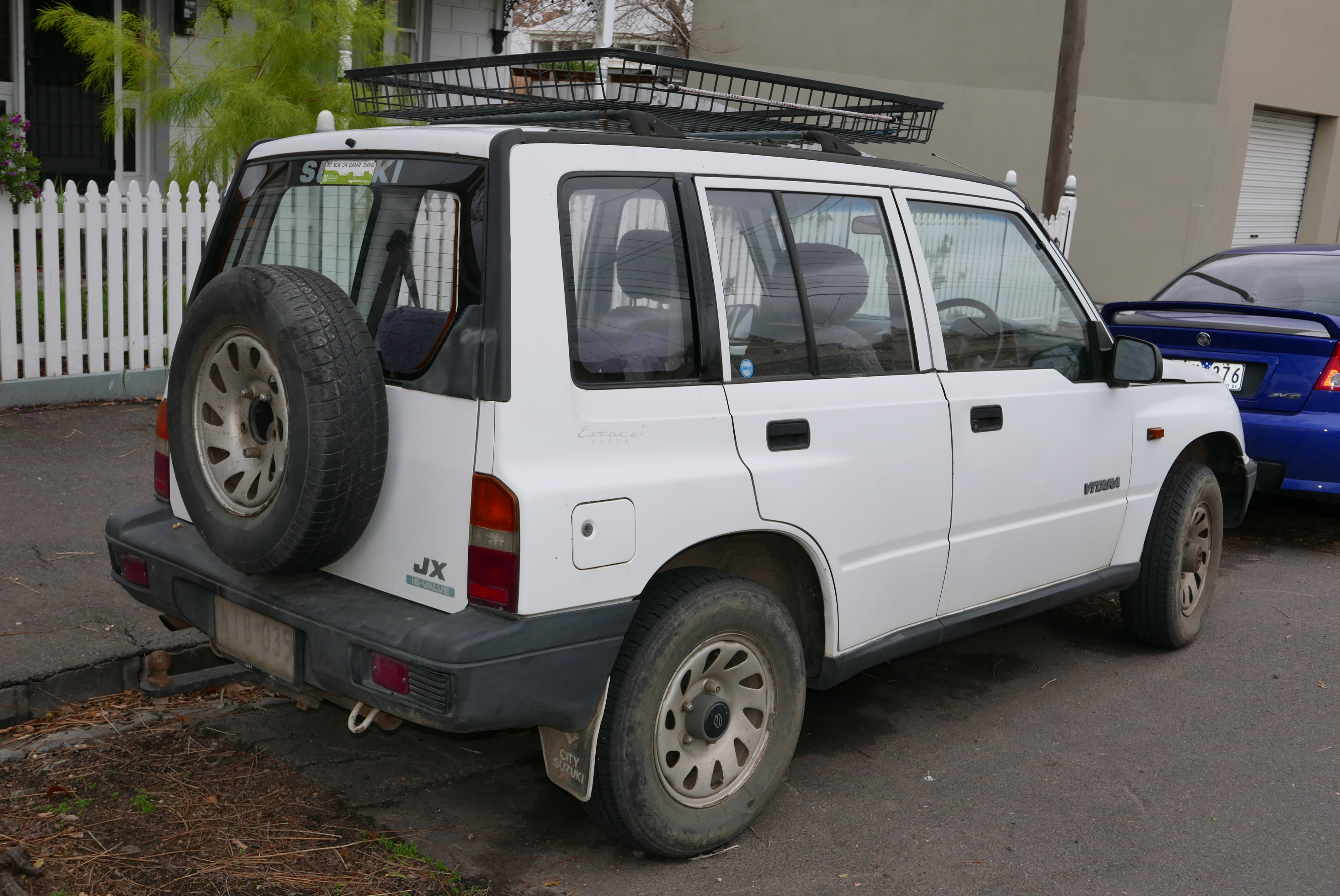
JX ワゴン（リア）
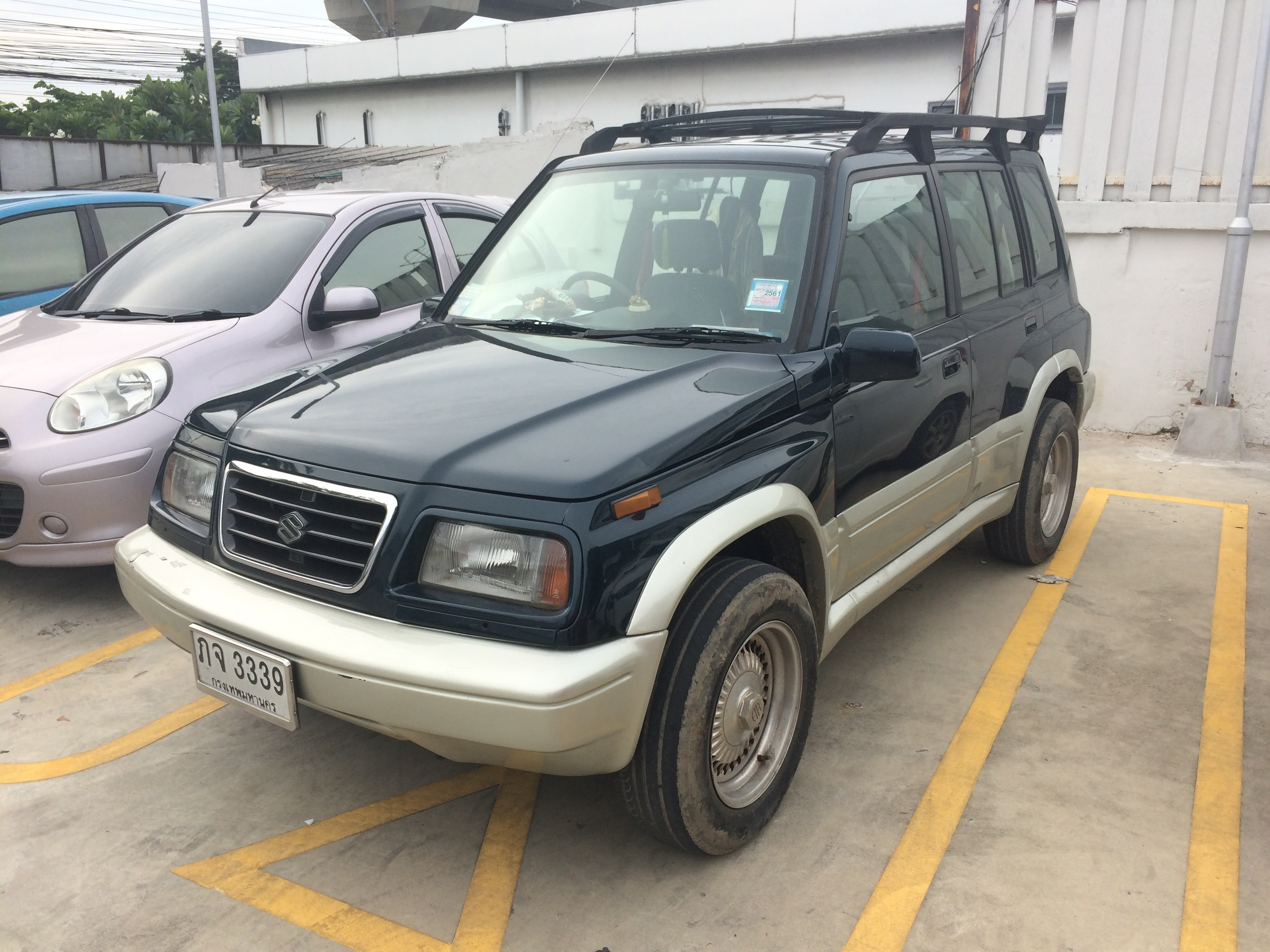
5ドア 2.0 V6（フロント）
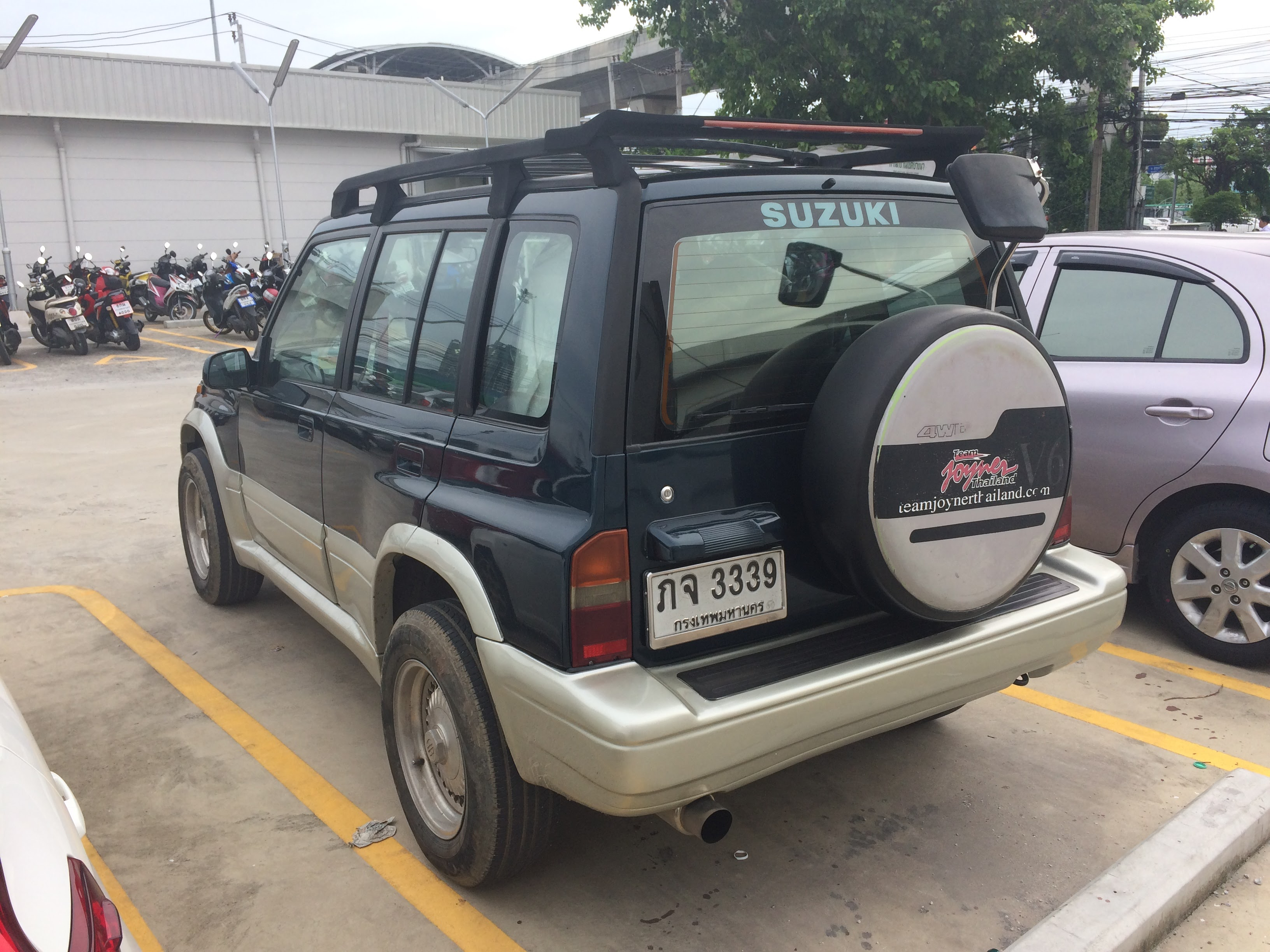
5ドア 2.0 V6（リア）

## 第2世代・第3世代（1998年-2014年）
1998年にフルモデルチェンジを行うが、その際に欧米向けのバッジネームを「グランドビターラ」に変更する。2005年にもフルモデルチェンジ。
なお、日本でも2000年にエスクードの派生モデルとして「グランドエスクード」が登場するが、これはグランドビターラの上位モデルであるXL-7（グランドビターラXL-7）の日本向けバッジネームであり、グランドビターラとは異なる。

## 第4世代（2014年-）
2013年9月10日に、コンパクトSUVのコンセプトモデル「iV-4」をフランクフルトモーターショーで発表。貝殻形状のボンネットフードや5分割形状のフロントグリルをデザインモチーフとして、今後新たに投入される車種の方向性を示すパーソナルコンパクトクロスオーバーSUVとして発表されたもので、日本では同年11月23日から開催された第43回東京モーターショー2013に、中国でも2014年4月20日から開催された2014年北京国際モーターショーに順次出展した。
2014年10月3日にはこの「iV-4」をベースにフロントグリルなどを変更した量販モデルを新型ビターラとして2014年パリモーターショーで初公開し「ビターラ」のバッジネームが復活。2015年3月5日にハンガリー子会社のマジャールスズキにてラインオフ式典を執り行い、同社での生産を開始した。
本代から、初代から続いてきた「ラダーフレーム+後輪駆動の専用アーキテクチャー」に代わり、SX4 S-クロスとの共通設計となった。そのため基本駆動方式は歴代初のFF（前輪駆動）仕様となり、ラダーフレームが無くなったことで4WD車は410kgの大幅な軽量化が行われたとともに、高張力鋼板を多用することで衝突安全性も確保した。ボディーサイズは全長×全幅×全高＝4175×1775×1610mm ホイールベースは2500mm。パワーユニットには1.6 Lガソリンエンジン「M16A」と、1.6 Lディーゼルエンジン「D16AA」の2種類が用意されている。トランスミッションは5速および6速MTが組み合わされるほか。1.6 Lガソリンエンジンにはパドルシフト付きの6速ATも用意されている。

### 一部改良（2018年）
2018年には、30周年を記念して一部改良モデルを発表。主な変更点は、フロントロアグリルを高くし、フロントにミリ波レーダー用のスペースを確保したことや、従来のデジタルマルチインフォメーションディスプレイを4.2インチカラー液晶MIDに置き換え、ジムニーやスイフトと同様に、スズキセーフティサポートの採用である。

### 一部改良（2022年）
2022年1月、ビターラ初のハイブリッドモデルが発表。 同年3月には、英国、アイルランドなどのヨーロッパ諸国で発売を開始した。パワートレインは、デュアルインジェクターを装備する新開発の1.5 Lガソリンエンジンを搭載し、33 PS（24 kW; 33 bhp）および60N⋅m（44lb⋅ft）を生成する高容量リチウムイオンバッテリーを搭載。ガソリンエンジンと電気モーターの合計出力は115PS（85 kW; 113 bhp）。トランスミッションは6速AGSのみの設定となっている。駆動方式は、前輪駆動と四輪駆動の2種類になっている。

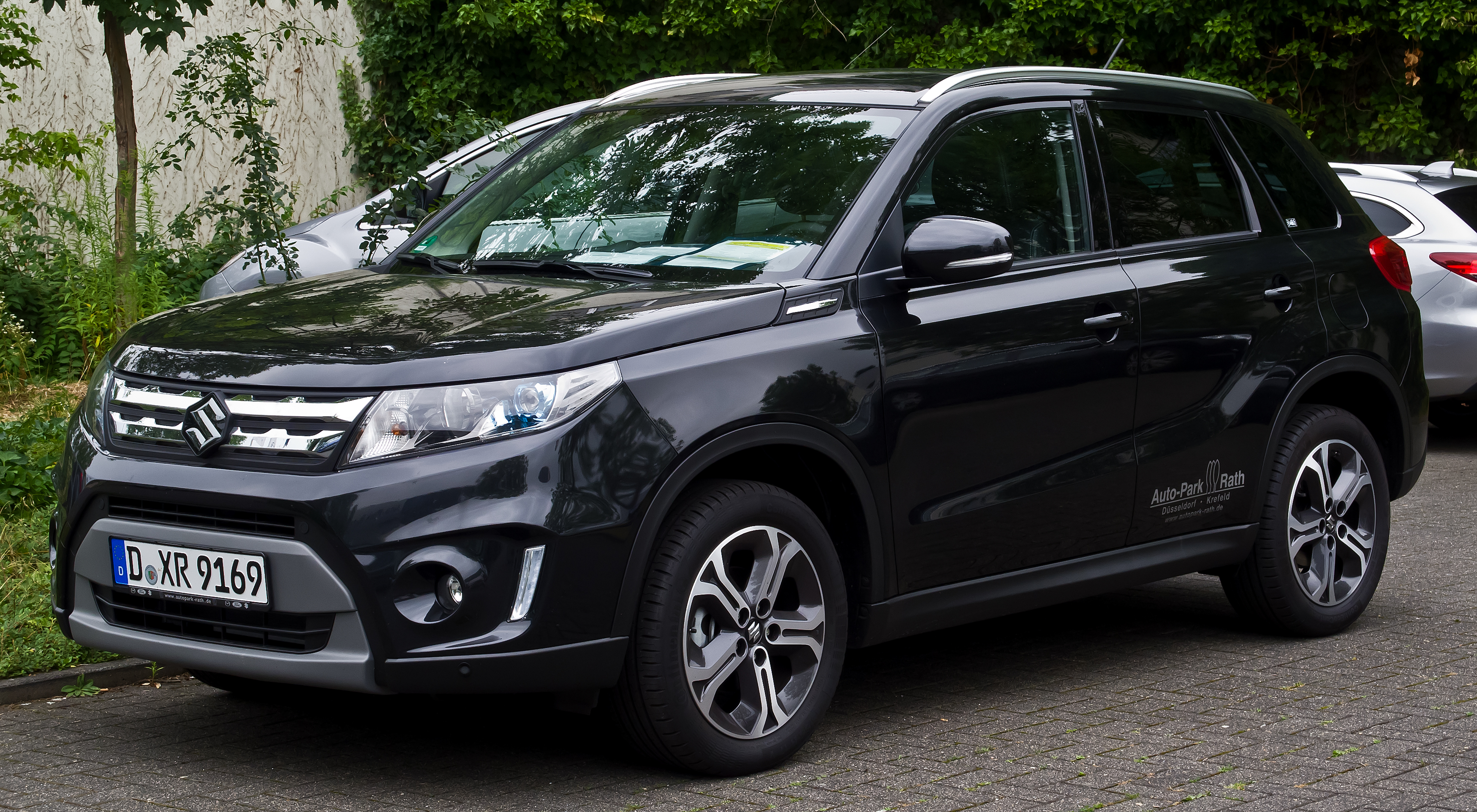
1.6 コンフォート+（フロント）
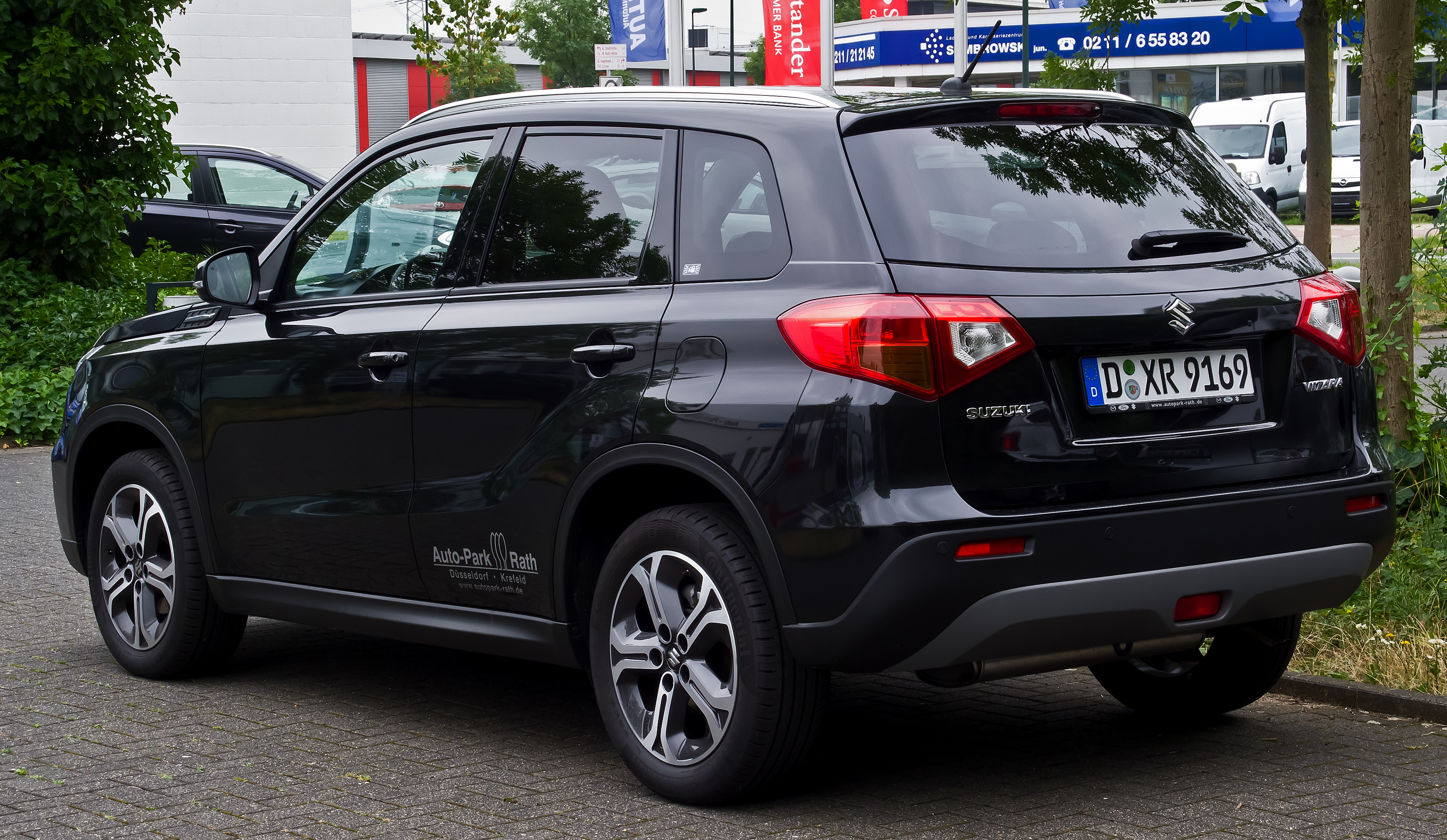
1.6 コンフォート+（リア）
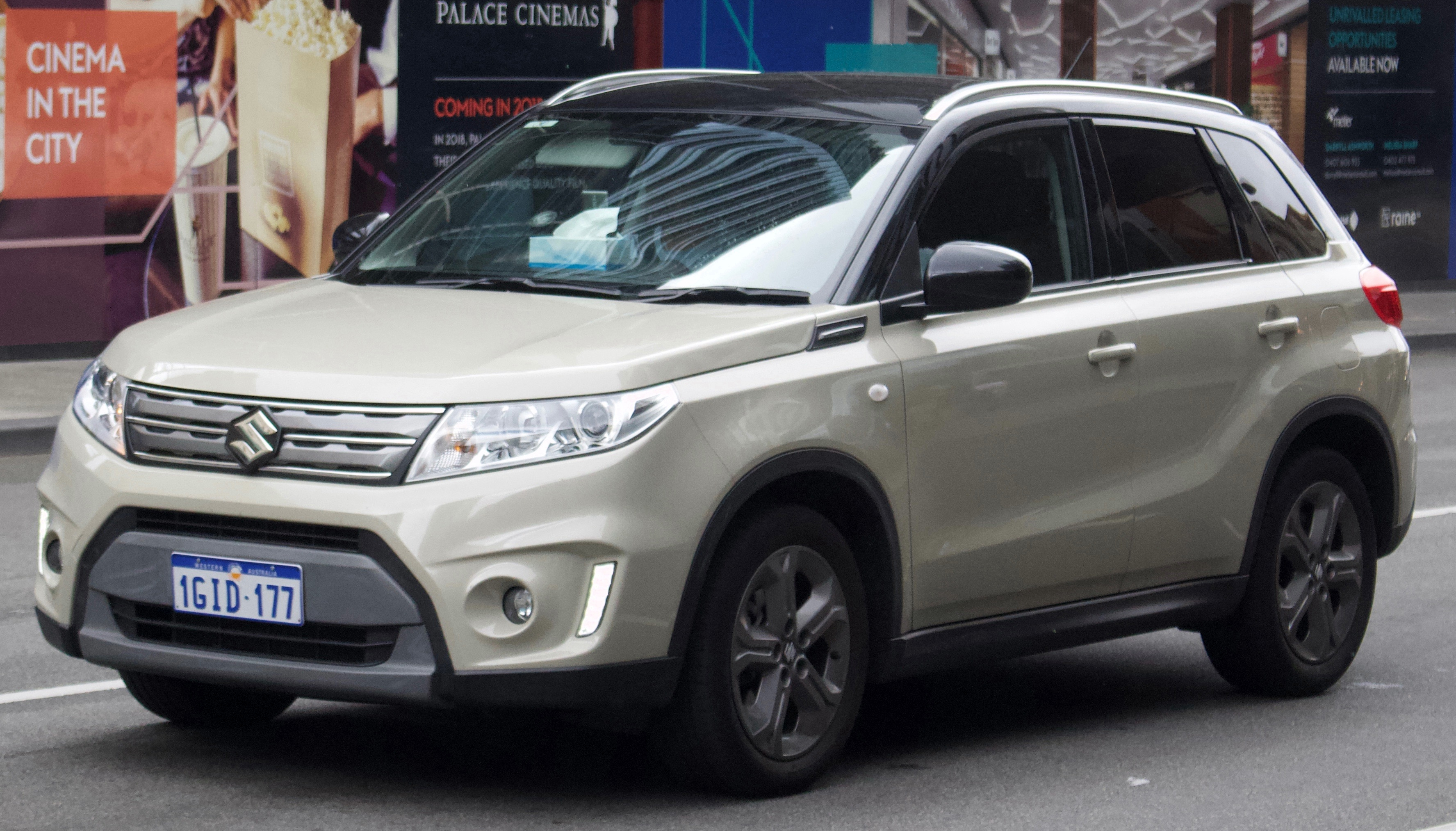
RT-S（フロント）
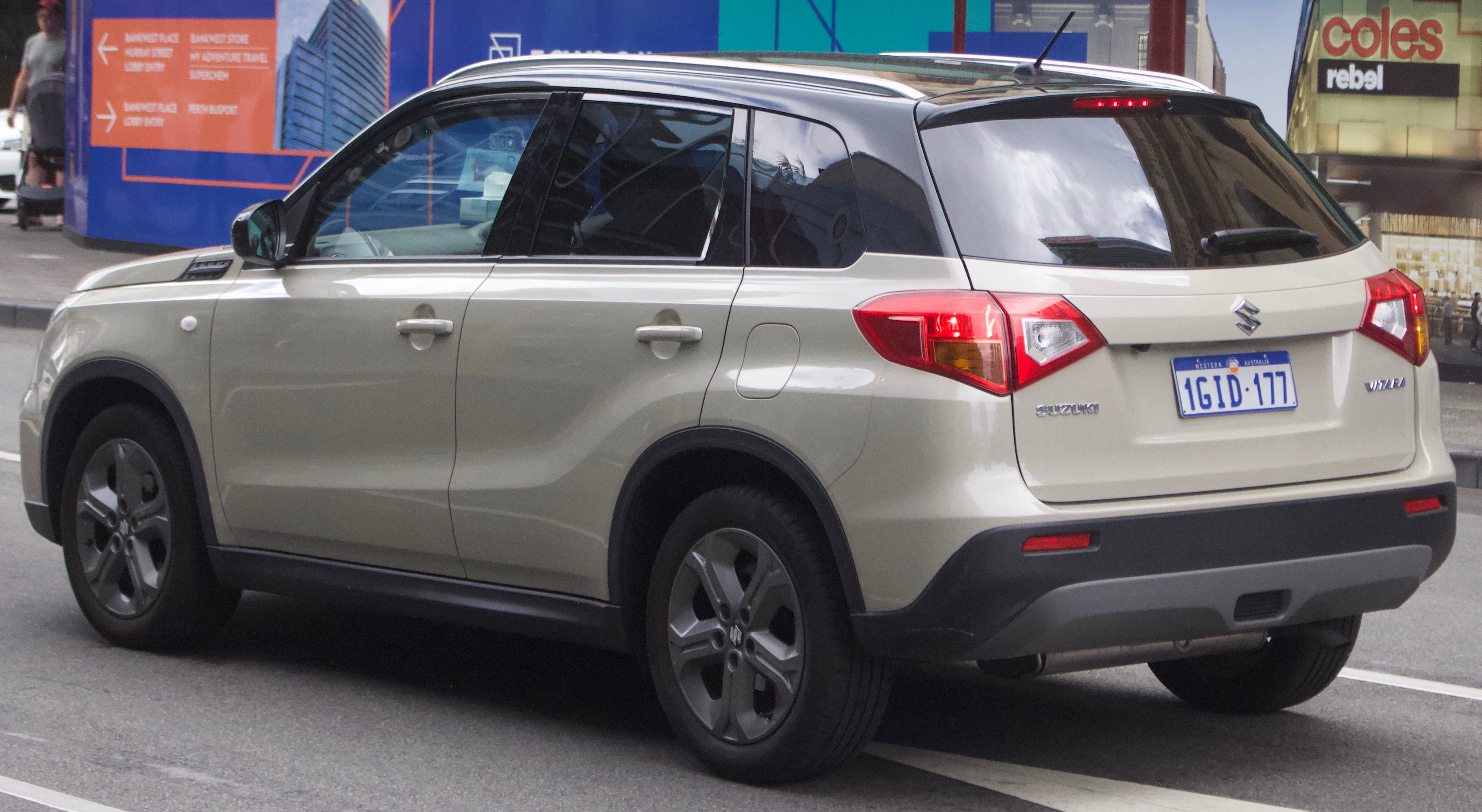
RT-S（リア）
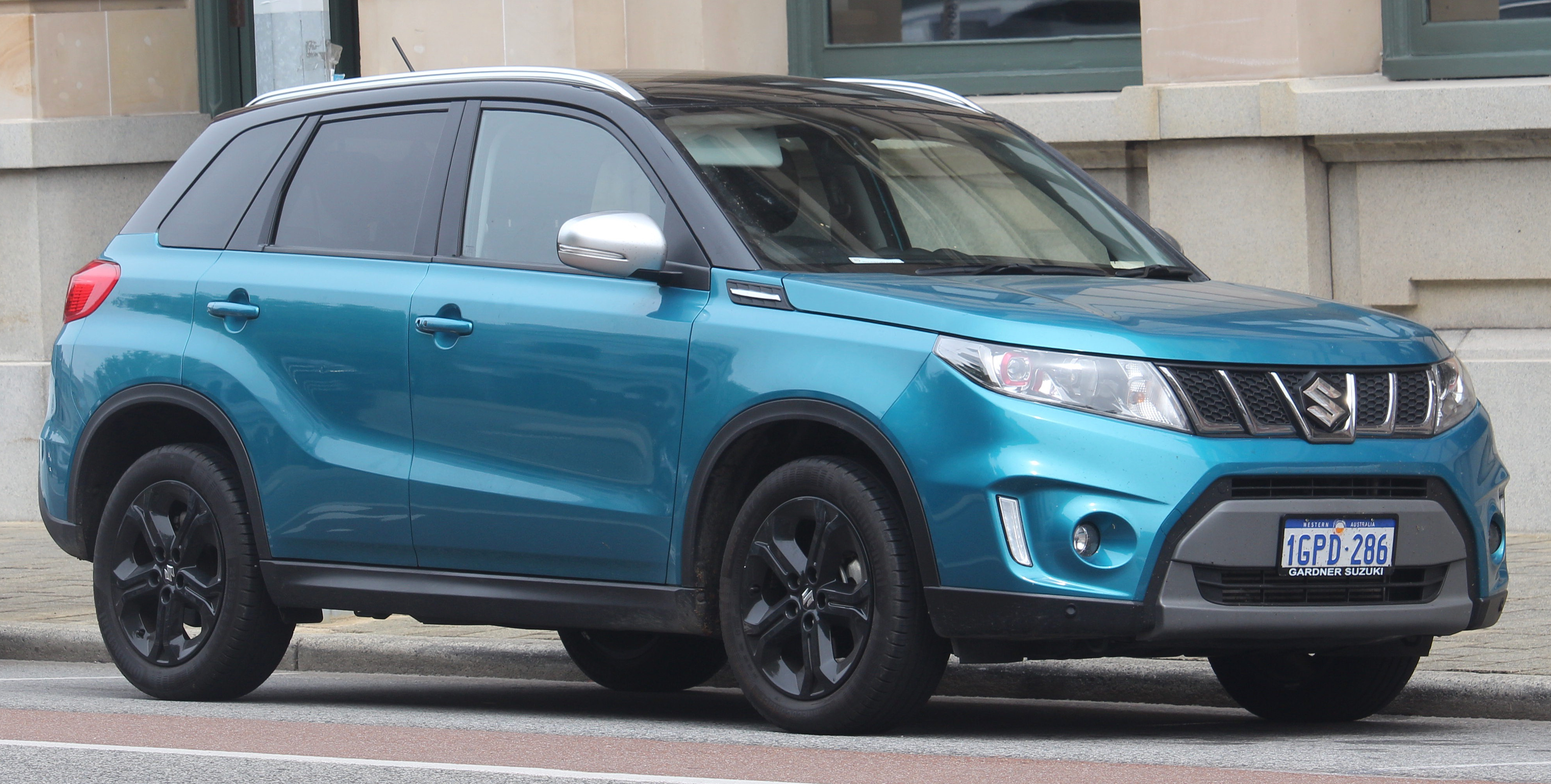
Sターボ（フロント）
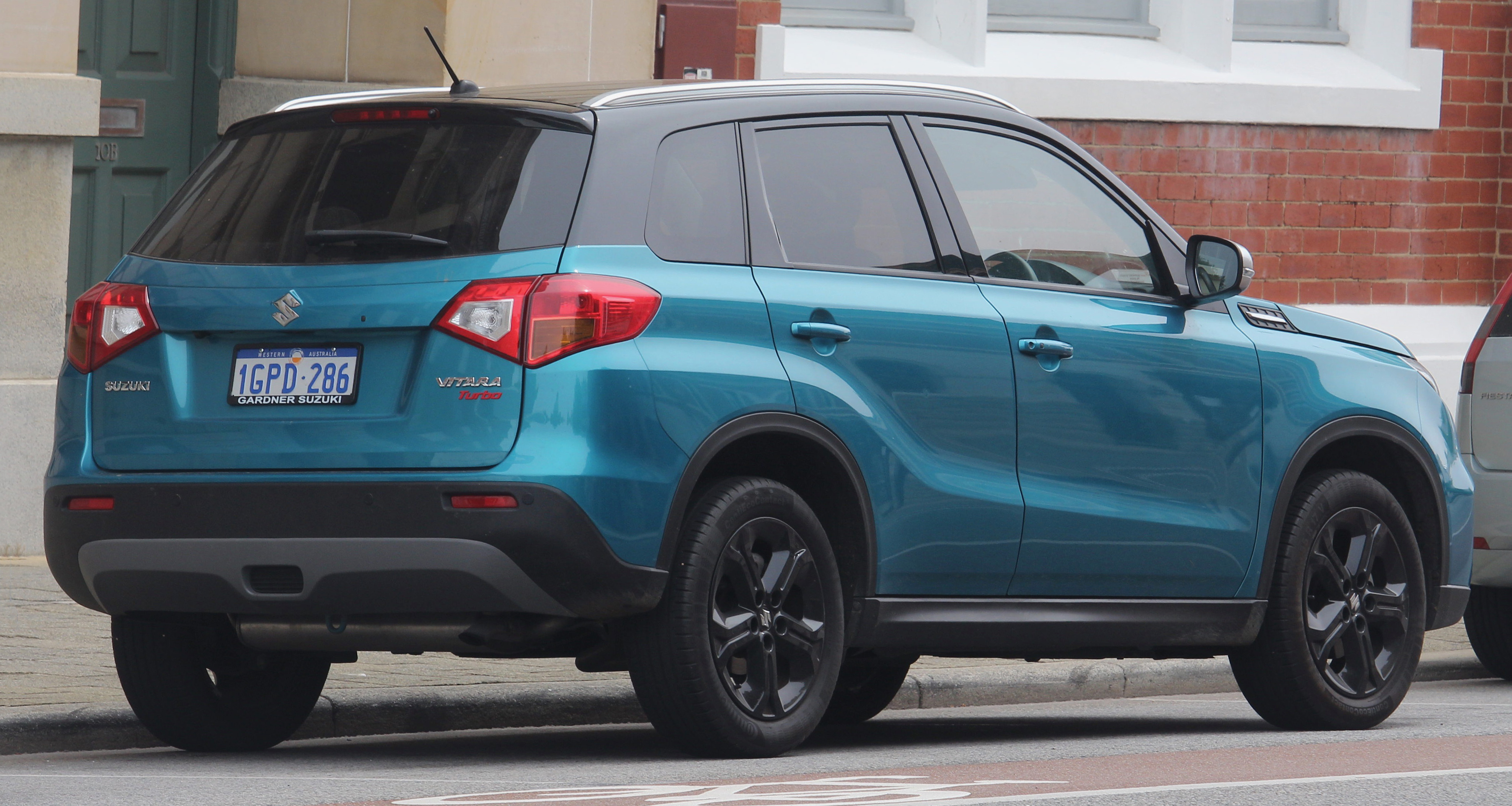
Sターボ（リア）
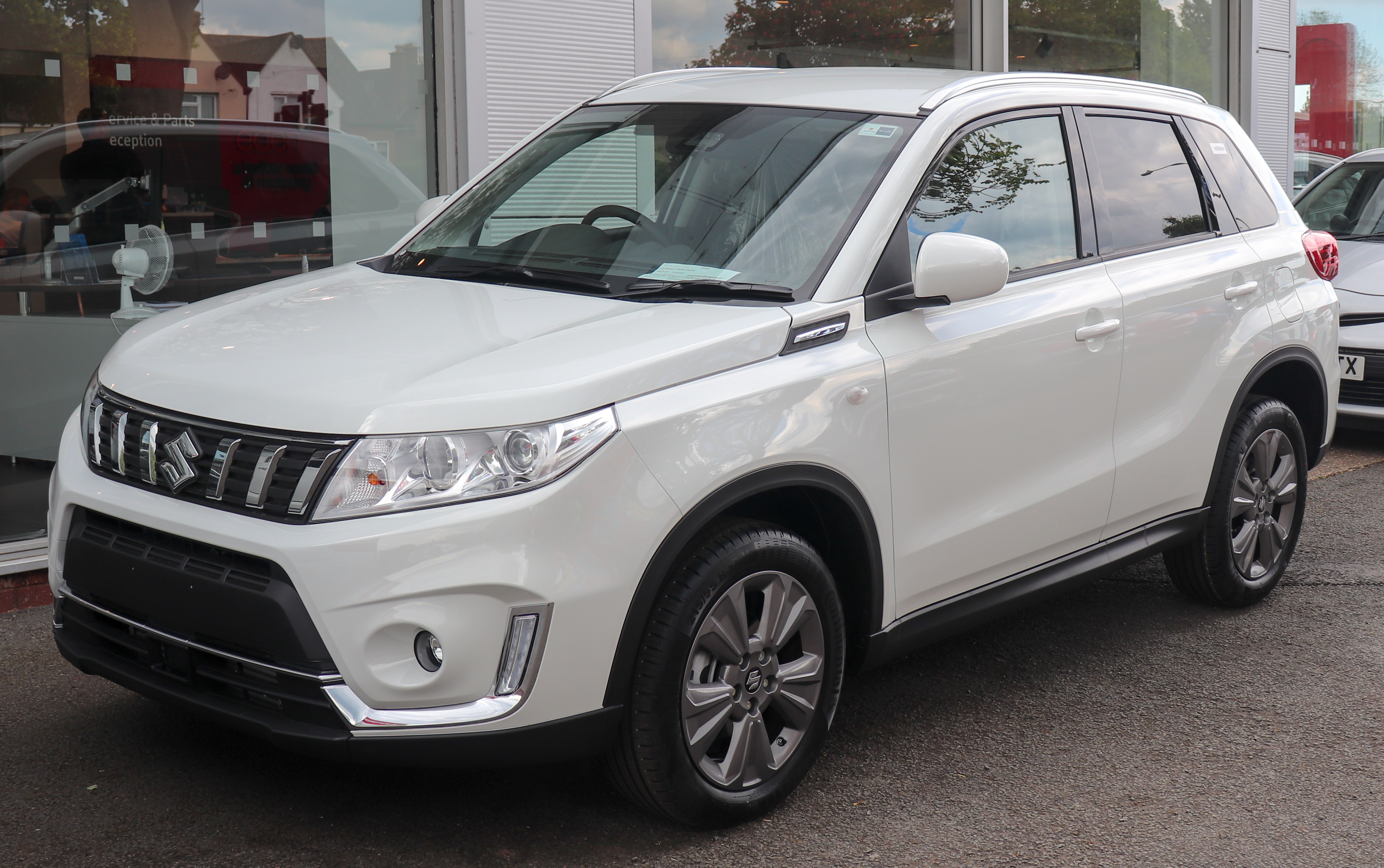
後期型（フロント）
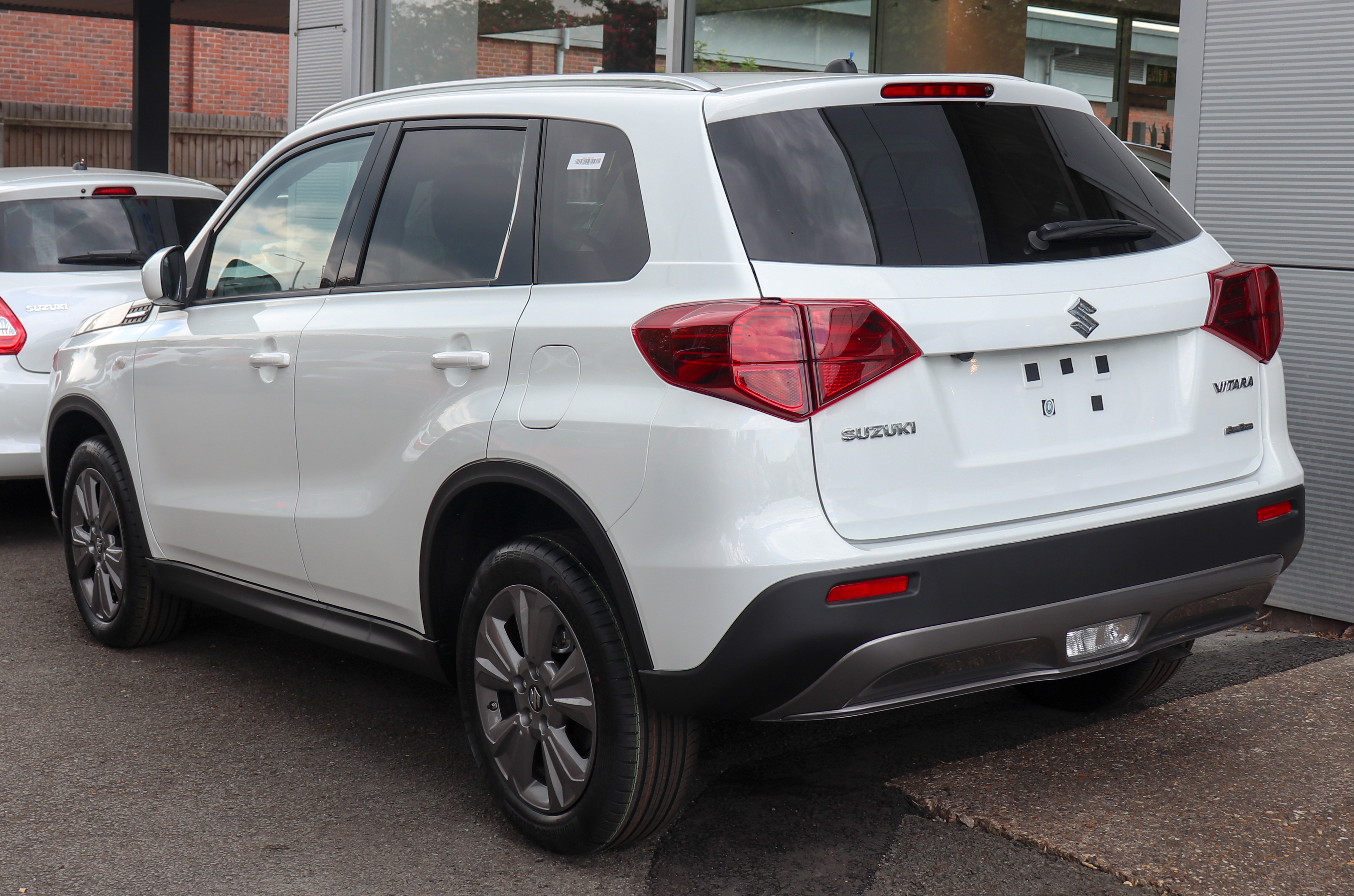
後期型（リア）
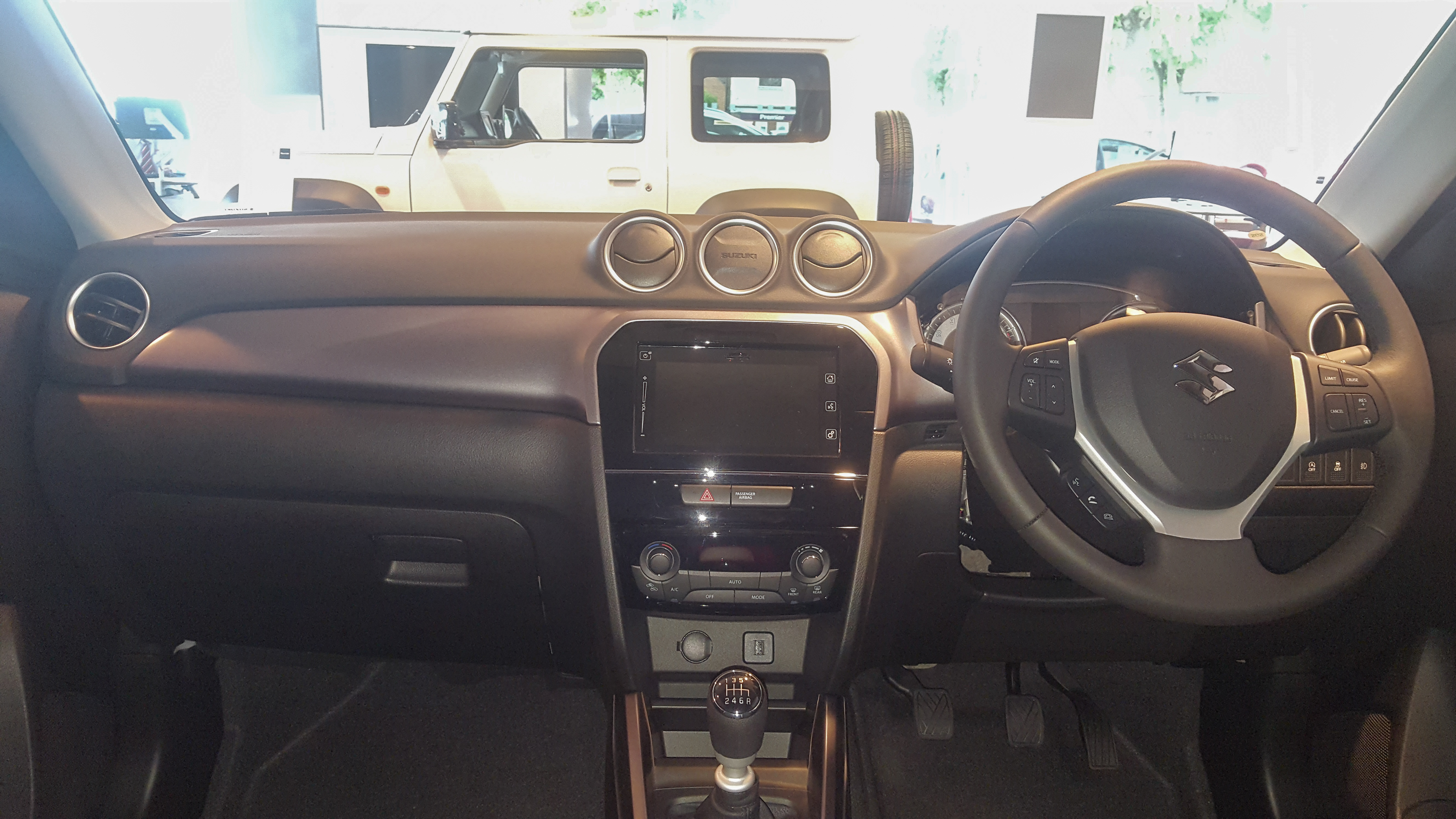
後期型（インテリア）
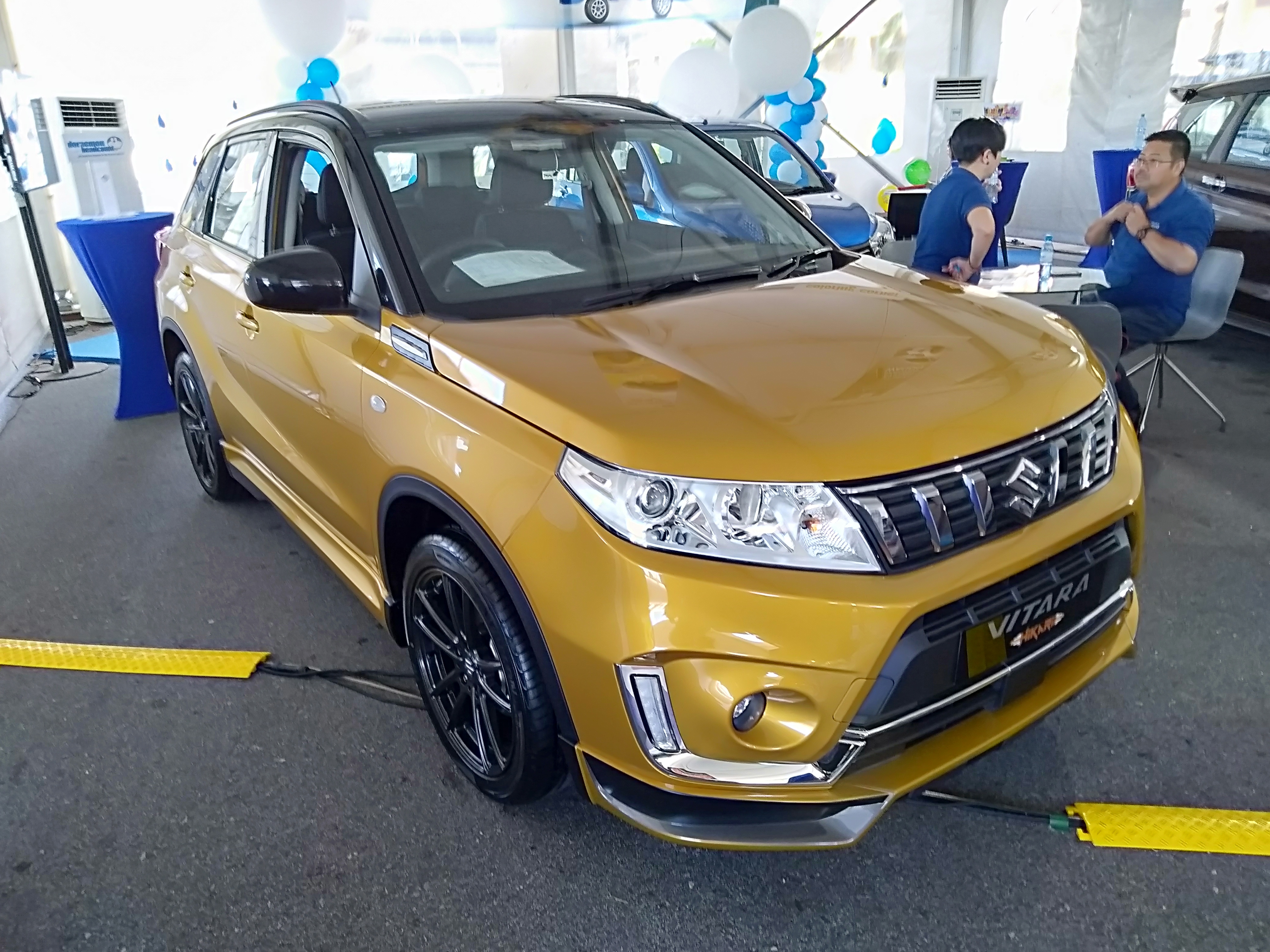
GLX（フロント）
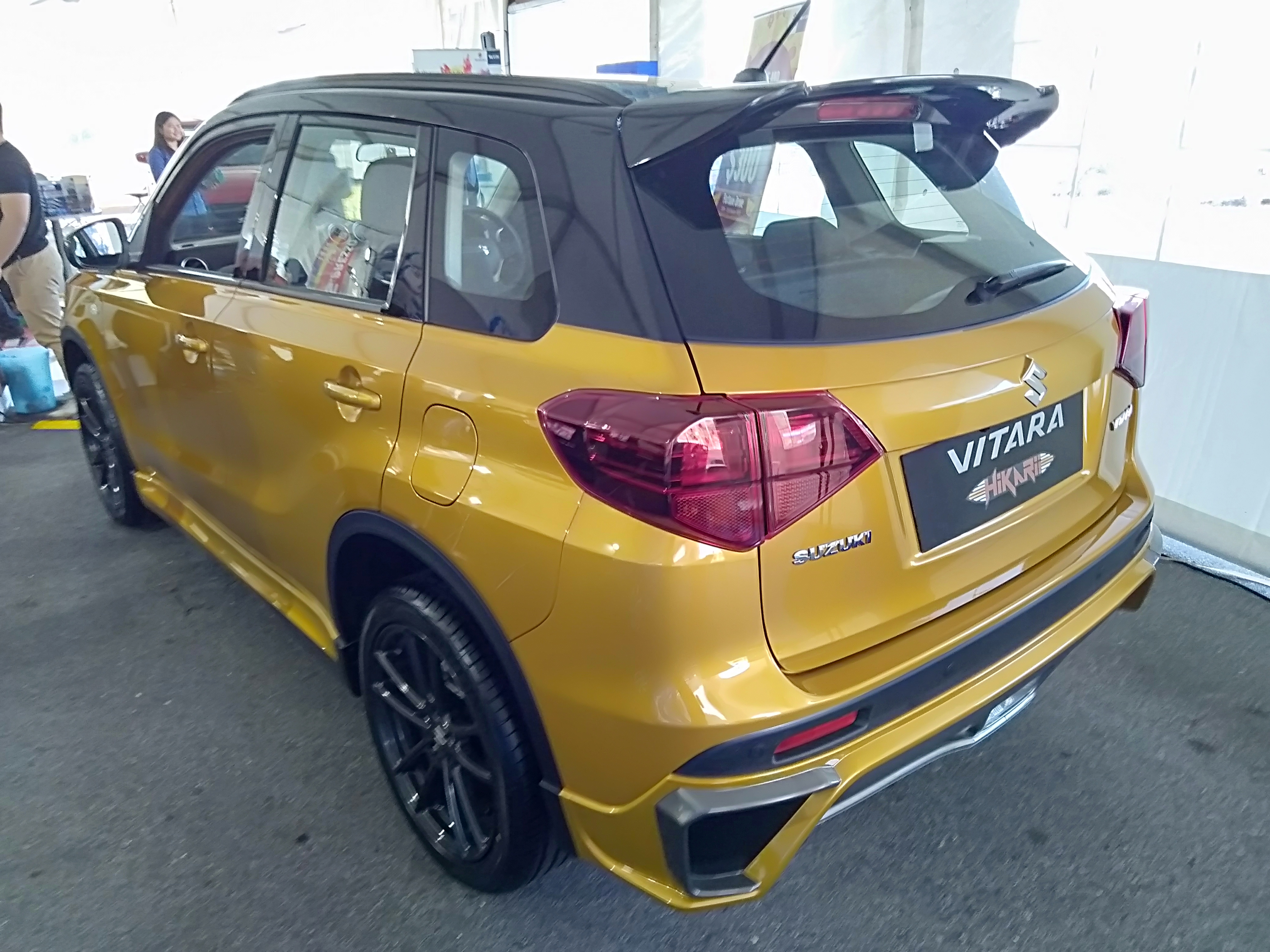
GLX（リア）
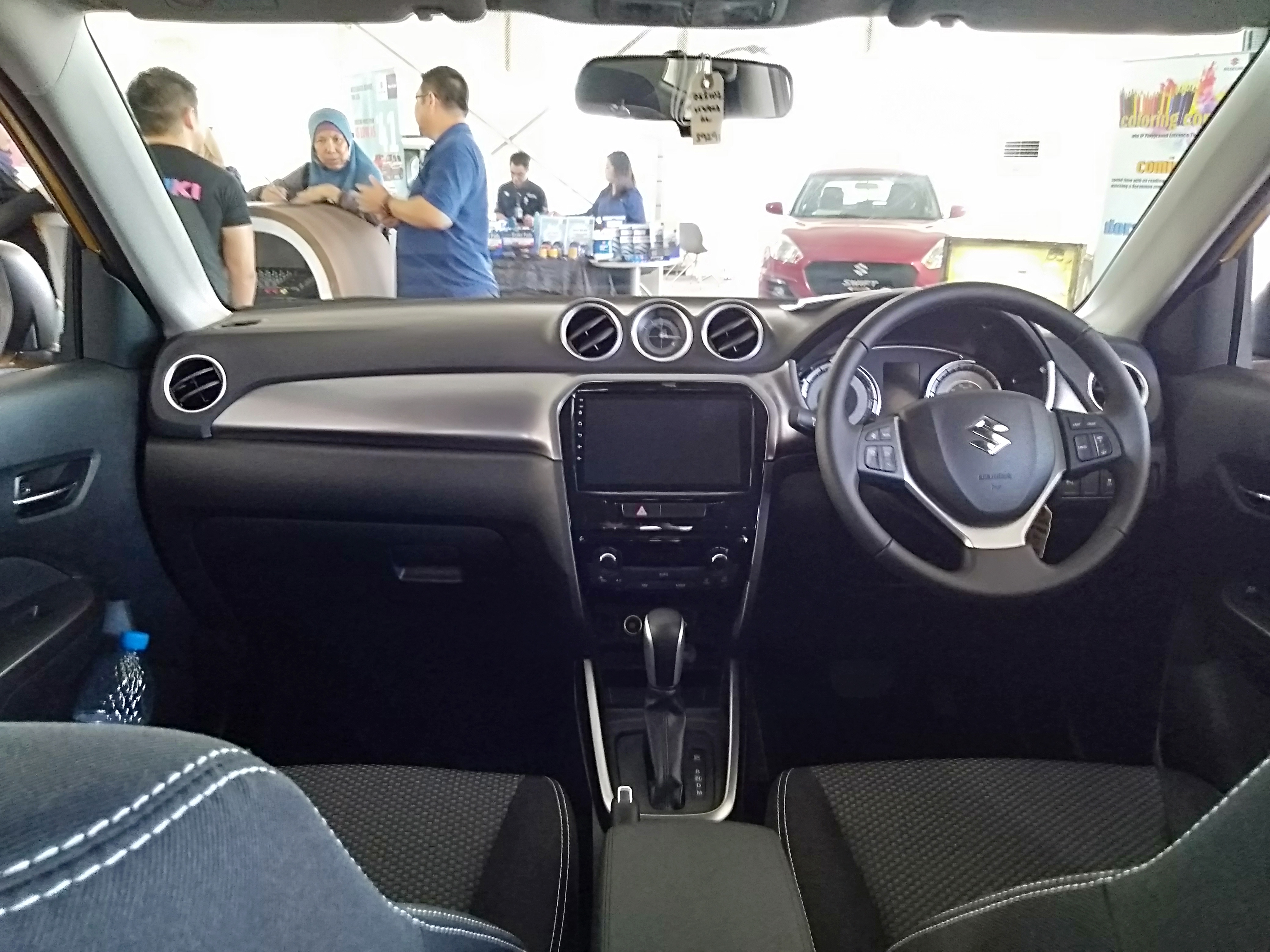
GLX（インテリア）
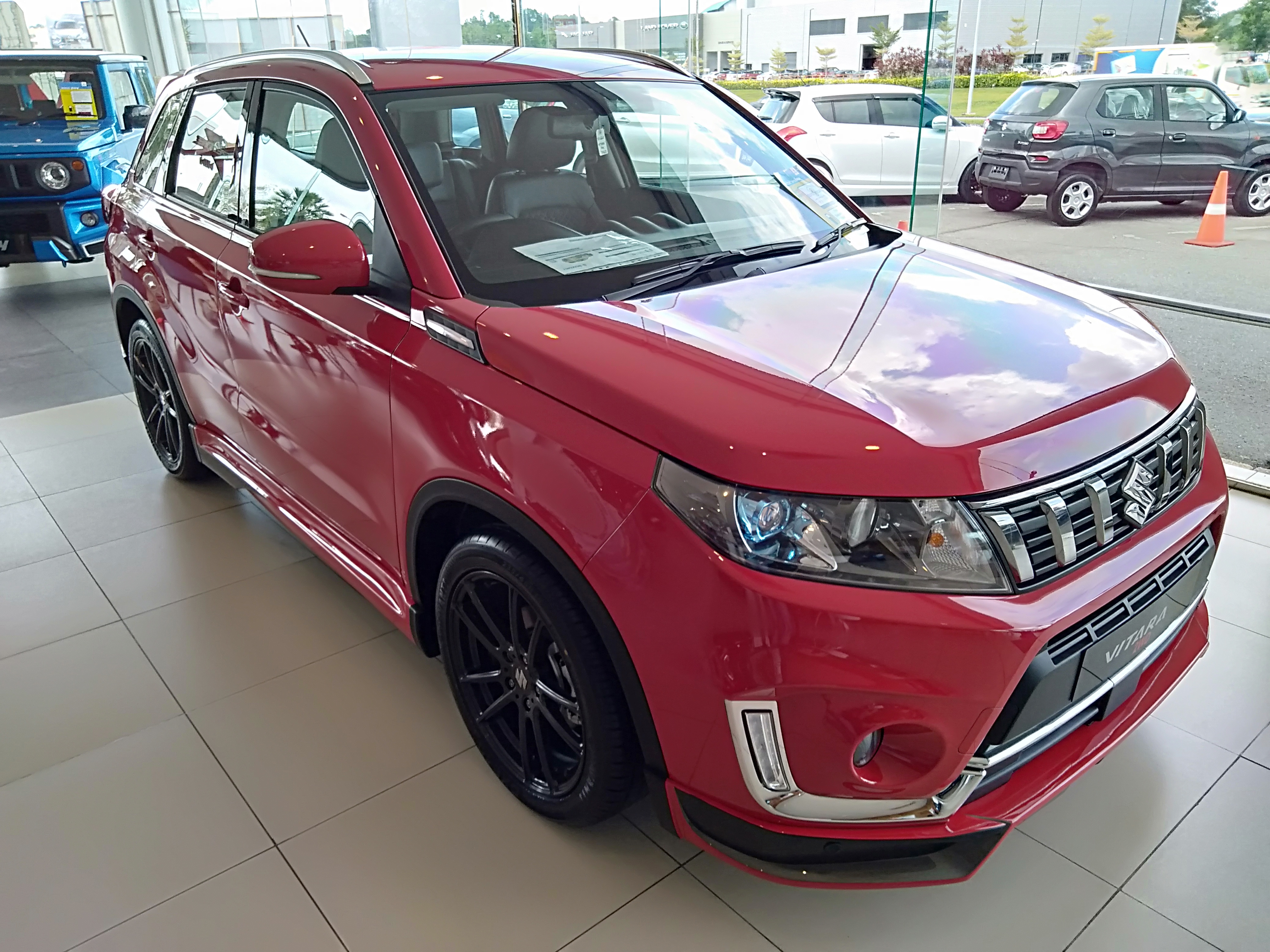
1.6 GLX（フロント）
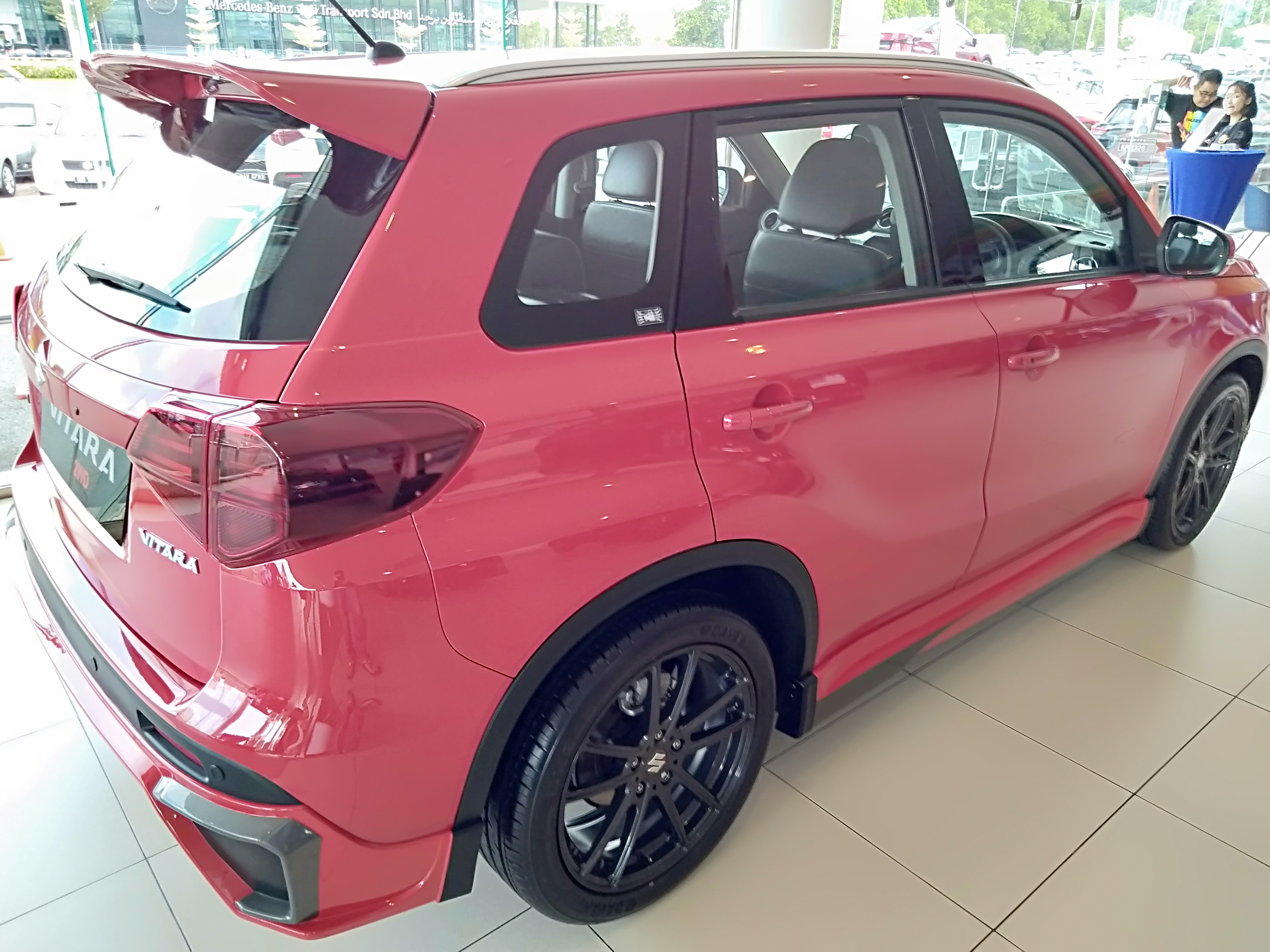
1.6 GLX（リア）
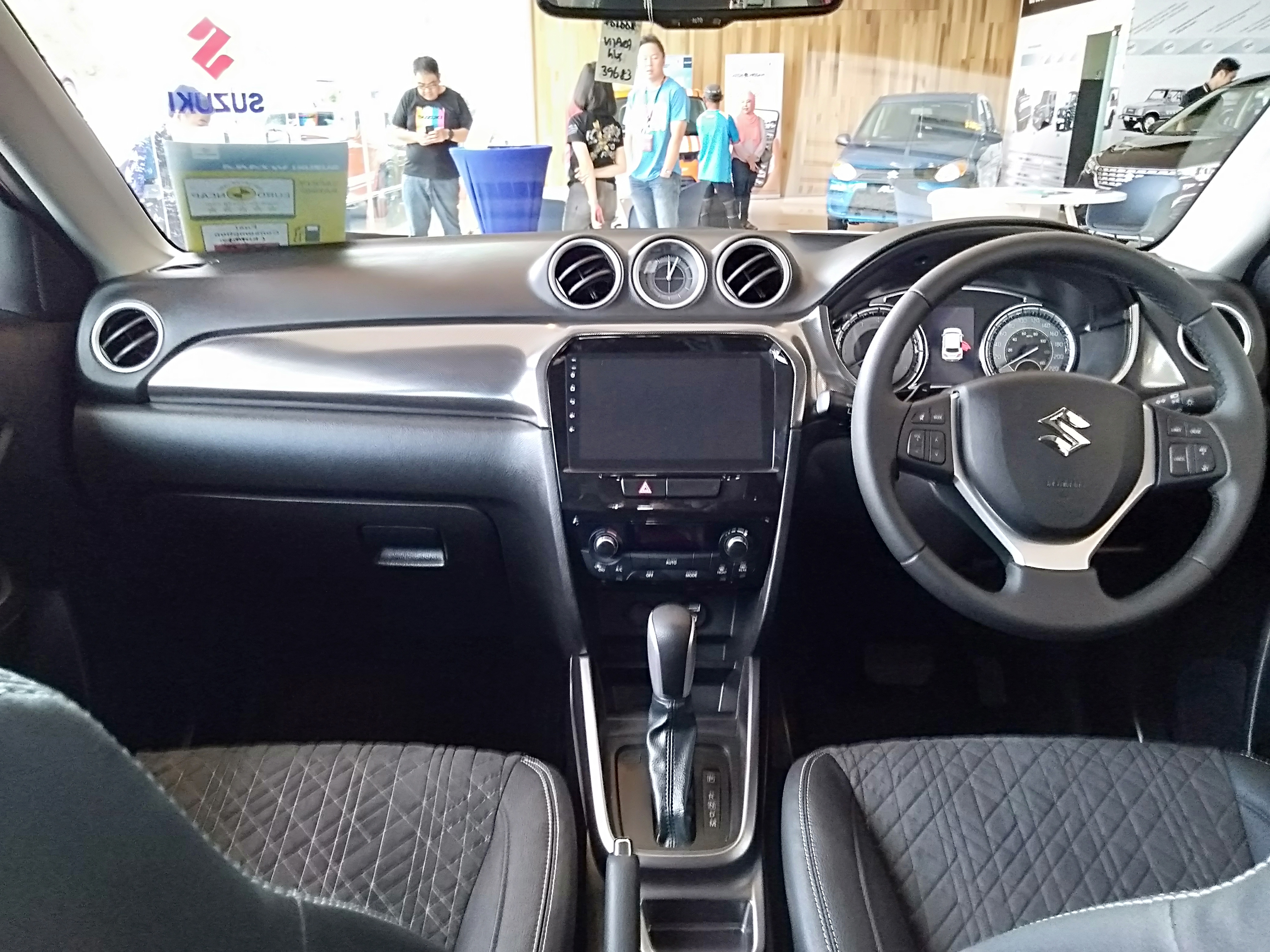
1.6 GLX（インテリア）